# Suède au Concours Eurovision de la chanson 2009
La Suède a participé au Concours Eurovision de la chanson 2009 à Moscou en Russie. Lors de la finale le 16 mai 2009, la Suède se classe à la 21ème place.

## Lors de la Sélection Nationale
Du 7 février 2009 au 14 mars 2009 a eu lieu le Melodifestivalen, la sélection nationale suédoise permettant de sélectionner le représentant de la Suède pour le Concours Eurovision de la chanson 2009. C'est Malena Ernman qui a remporté cette sélection avec 182 points avec sa chanson La Voix. Durant les votes des jurys elle n'a reçu que 38 points ce qui la positionnait à la 8e place sur les 11 prétendants de la sélection, mais c'est grâce aux télé-votes qu'elle fut élue en recevant 144 points (le maximum).

## Résultat de la finale de la Sélection Nationale
| #  | Interprète(s)      | Chanson            | Jury | Téléspectateurs | Total | Position |
| -- | ------------------ | ------------------ | ---- | --------------- | ----- | -------- |
| 1  | Måns Zelmerlöw     | Hope & Glory       | 96   | 48              | 144   | 4        |
| 2  | Caroline af Ugglas | Snälla snälla      | 51   | 120             | 171   | 2        |
| 3  | Agnes              | Love Love Love     | 40   | 0               | 40    | 8        |
| 4  | H.E.A.T            | 1000 Miles         | 58   | 24              | 82    | 7        |
| 5  | Emilia             | You're My World    | 28   | 0               | 28    | 9        |
| 6  | Alcazar            | Stay the Night     | 67   | 72              | 139   | 5        |
| 7  | Sarah Dawn Finer   | Moving On          | 75   | 12              | 87    | 6        |
| 8  | EMD                | Baby Goodbye       | 49   | 96              | 145   | 3        |
| 9  | Sofia              | Alla               | 12   | 0               | 12    | 10       |
| 10 | Molly Sandén       | Så vill stjärnorna | 2    | 0               | 2     | 11       |
| 11 | Malena Ernman      | La Voix            | 38   | 144             | 182   | 1        |

## Lors duConcours Eurovision de la chanson 2009
Citée parmi les favoris, la Suède et Malena Ernman réussissent à se qualifier largement pour la finale lors de la demi-finale le 12 mai 2009 avec une bonne 4e place avec 105 points.
Le 16 mai 2009, lors de la finale, elle obtient le décevant résultat de 33 points, la classant à la 21e place. Ce qui est le pire résultat de la Suède depuis 1992.

## Résultats détaillées lors du Concours
| 12 points | 10 points                                                                 | 8 points                     | 7 points                                       | 6 points             |
| --------- | ------------------------------------------------------------------------- | ---------------------------- | ---------------------------------------------- | -------------------- |
|           | - Islande - Finlande                                                      | - Arménie - Portugal - Malte | - Biélorussie - Andorre - Israël - Royaume-Uni | - République tchèque |
| 5 points  | 4 points                                                                  | 3 points                     | 2 points                                       | 1 point              |
|           | - Belgique - Suisse - Turquie - Roumanie - Bosnie-Herzégovine - Allemagne | - Macédoine                  |                                                |                      |

| 12 points | 10 points                    | 8 points  | 7 points           | 6 points  |
| --------- | ---------------------------- | --------- | ------------------ | --------- |
|           |                              |           | - Finlande         | - Estonie |
| 5 points  | 4 points                     | 3 points  | 2 points           | 1 point   |
|           | - Malte - Danemark - Norvège | - Islande | - France - Andorre | - Albanie |